# Flash Brown

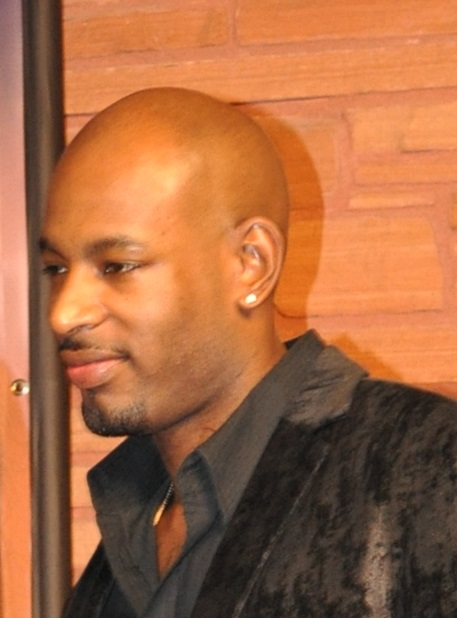
Flash Brown 2011

Flash Brown (* 17. Januar 1981 in Memphis, Tennessee; eigentlich Gabriel Brownlee) ist ein US-amerikanischer Pornodarsteller und ehemaliger Basketballprofi.

## Leben
Brown spielte bereits in der High School Basketball und war Teil der Amateur Athletic Union. Am College spielte er ebenfalls Basketball und machte einen Abschluss in General Education. Anschließend spielte er halbprofessionell in den Vereinigten Staaten und professionell in Irland und China.
Nach seiner Sportkarriere versuchte er sich als Model und lernte 2009 in Los Angeles einen Fotografen kennen, der ihn überredete, es als Pornodarsteller zu versuchen. Er Nahm den Namen „Flash Brown“ an, der sich aus seinem alten High-Schol-Spitznamen „Flash“ und seinem verkürzten echten Nachnamen zusammensetzt. Bereits nach einem Jahr in der Pornoindustrie erhielt er seine ersten Preise. So gewann er 2010 den Urban X Award als Best Male Newcomer. 2011 erhielt er den AVN Award als „New Male Performer of the Year“.
2011 gründete er sein eigenes Pornostudio Flash Brown Productions zusammen mit Anjanette Astorias Shinefish Films. 2015 unterzeichnete er einen Exklusivvertrag mit Blacked.com.

## Auszeichnungen
| Jahr | Preis         | Result    | Category                                                                   | Film                    |
| ---- | ------------- | --------- | -------------------------------------------------------------------------- | ----------------------- |
| 2010 | Urban X Award | Gewonnen  | Best Male Newcomer                                                         |                         |
| 2011 | AVN Award     | Nominiert | Best Male Newcomer                                                         |                         |
| 2011 | XBIZ Award    | Gewonnen  | New Male Performer of the Year                                             |                         |
| 2011 | XRCO Award    | Nominiert | New Stud                                                                   |                         |
| 2012 | Urban X Award | Nominiert | Best Anal Sex Scene (with Courtney Cummz)                                  | Black In My Ass         |
| 2012 | Urban X Award | Nominiert | Best Couples Sex Scene (with Nyomi Banxxx)                                 | A Touch of Seduction    |
| 2012 | Urban X Award | Nominiert | Male Performer of the Year                                                 |                         |
| 2014 | AVN Award     | Nominiert | Unsung Male Performer of the Year                                          |                         |
| 2016 | AVN Award     | Nominiert | Best Anal Sex Scene (with Carter Cruise)                                   | Carter Cruise Obsession |
| 2016 | AVN Award     | Gewonnen  | Best Three-Way Sex Scene – Boy/Boy/Girl (with Carter Cruise & Jason Brown) | Carter Cruise Obsession |
| 2016 | AVN Award     | Gewonnen  | Best Boy/Girl Sex Scene (with Abigail Mac)                                 | Black & White 4         |
| 2016 | AVN Award     | Nominiert | Male Performer of the Year                                                 |                         |